# 若林清造
若林 清造（わかばやし せいぞう、1947年3月31日 - 2022年8月10日）は、日本の経営者。時事通信社社長を務めた。大阪府大阪市出身。

## 来歴・人物
1970年に早稲田大学政治経済学部を卒業し、同年に時事通信社に入社した。2004年に取締役に就任し、2005年6月に社長に就任。2008年6月に社長を退任。
2022年8月10日急性呼吸器不全のために死去。75歳没。